# Titian Antui
Titian Antui is een bestuurslaag in het regentschap Bengkalis van de provincie Riau, Indonesië. Titian Antui telt 15.141 inwoners (volkstelling 2010).